# Муниципальный театр Болоньи
Муниципальный театр Болоньи (итал. Teatro Comunale di Bologna) — оперный театр в Болонье (Италия), один из важнейших в стране. Как правило, в его репертуар входит восемь опер и шесть спектаклей в сезон, длящийся с ноября по апрель.
С начала XVII века в Болонье было основано множество театров, представлявших оперу, но они либо были закрыты, либо сгорели. С начала XVIII века Театро Марсильи-Росси (итал. Teatro Marsigli-Rossi) стал главной сценической площадкой города, где ставились оперные произведения популярных композиторов того времени, включая Вивальди, Глюка и Никколо Пиччинни. Театро Мальвецци (итал. Teatro Malvezzi), построенный в 1651 году, сгорел в феврале 1745 года, и это событие стало причиной появления нового общественного театра — Нового публичного театра (итал. Nuovo Teatro Pubblico), открытого 14 мая 1763 года и ныне известного как Муниципальный театр Болоньи.

## Архитектура и история

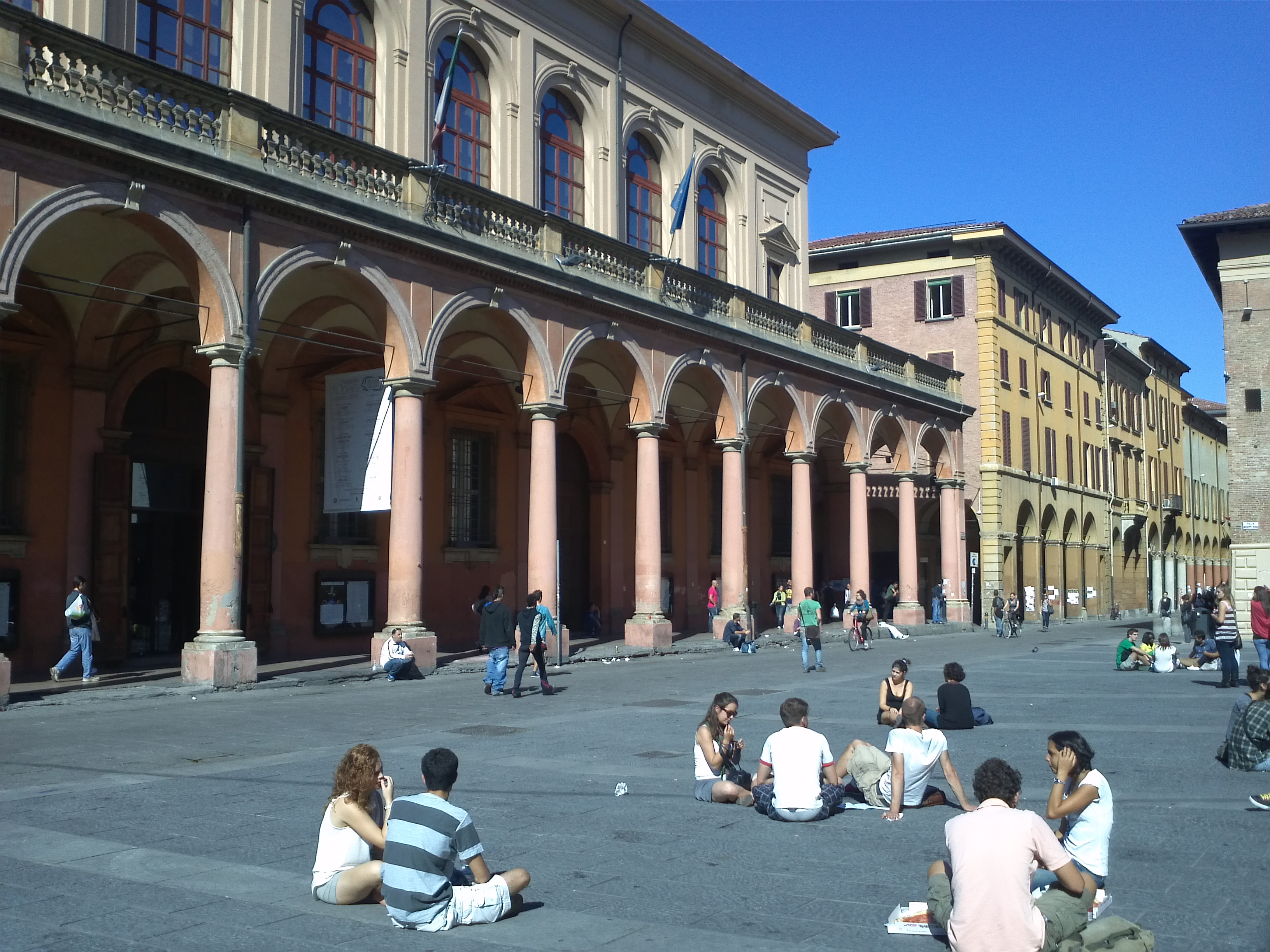
Муниципальный театр Болоньи

На конкурсе проектов нового театра победил архитектор Антонио Галли Бибиена, который и занялся его возведением. Первым спектаклем, поставленным на его сцене, стала опера Глюка «Триумф Клелии», написанная композитором специально для открытия театра. Зрительный зал театра был построен в форме колокола и состоит из четырёх ярусов лож, а также королевской ложи и небольшой галереи с потолком, декорированным так, чтобы создавалось впечатление будто театр находится под открытым небом. Театр был возведён преимущественно с использованием каменной кладки, чтобы защитить его от возможных пожаров. Однако большая часть строительных работ осталась незавершённой, в частности, фасад имел незаконченный вид до 1936 года. Кроме того, многие закулисные помещения, обеспечивавшие проведение представлений, были недостроены до 1805 года, когда растущая конкуренция с другим театром вынудила владельцев доделать их.
Вероятно театр в Болонье стал первым крупным оперным театром, построенным на государственные средства и принадлежащий муниципалитету. Хотя 35 из 99 лож были проданы для частного использования, условия их владения также были уникальными, так как они ограничивались «правом на бессрочную аренду», а не прямым владением и контролем.
Различные ремонтные работы проводились в период с 1818 по 1820 год, а также в 1853—1854 годах. После того, как в 1931 году пожар уничтожил большую часть сцены театра, он был закрыт и вновь открылся только 14 ноября 1935 года. К тому времени первоначальная форма зрительного зала в форме колокола сменилась подковообразной. Он стал вмещать 1034 зрителя.

## Репертуар

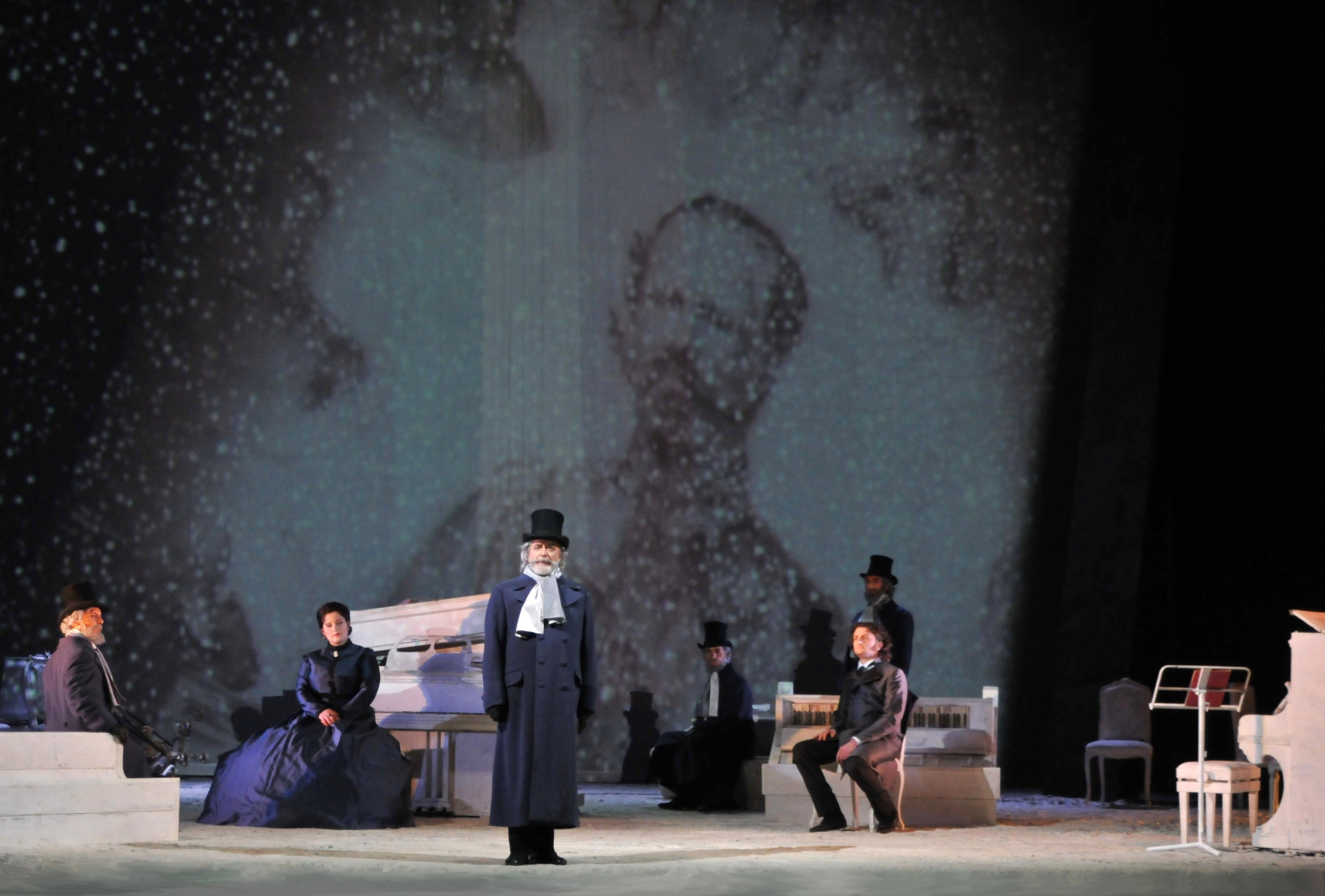
Сцены из оперы Лоренцо Ферреро «Рисорджименто!», поставленной в 2011 году

В XIX веке на сцене театра были поставлены 20 опер Джоаккино Россини, а также семь из десяти опер Винченцо Беллини в 1830-х годах. Произведения Джузеппе Верди и опера Вагнера «Лоэнгрин», итальянская премьера которой прошла в этом театре в 1871 году, доминировали в репертуаре театра на протяжении всего столетия. Кроме того, Болонья стала местом проведения нескольких других оперных премьер Вагнера в Италии, а сам композитор присутствовал здесь на премьере «Риенци» и «Парсифаля» 1 января 1914 года.
Ещё одной крупной фигурой, связанной с Муниципальным театром Болоньи с 1894 года, был дирижёр Артуро Тосканини, который представил «Фальстафа» Верди в том же году и дирижировал в театре до Второй мировой войны.
13 июня 2015 года в театре состоялась премьера оперы «Жёлтый звук» (итал. Il suono giallo) Алессандро Сольбиати, основанной на экспериментальной одноимённой пьесе Василия Кандинского.
С 1 января 2022 года  музыкальным директором, а также главным дирижёром итальянского театра стала Оксана Лынив.